# Виль-су-ла-Ферте
Виль-су-ла-Ферте́ (фр. Ville-sous-la-Ferté) — коммуна во Франции, находится в регионе Шампань — Арденны. Департамент — Об. Входит в состав кантона Бар-сюр-Об. Округ коммуны — Бар-сюр-Об.
Код INSEE коммуны — 10426.
Коммуна расположена приблизительно в 200 км к юго-востоку от Парижа, в 100 км южнее Шалон-ан-Шампани, в 60 км к востоку от Труа.

## Население
Население коммуны на 2008 год составляло 1258 человек.
| 1962 | 1968 | 1975 | 1982 | 1990 | 1999 | 2006 | 2008 |
| ---- | ---- | ---- | ---- | ---- | ---- | ---- | ---- |
| 1881 | 1854 | 1579 | 1570 | 1451 | 1278 | 1333 | 1258 |

## Экономика
В 2007 году среди 931 человека в трудоспособном возрасте (15—64 лет) 474 были экономически активными, 457 — неактивными (показатель активности — 50,9 %, в 1999 году было 55,4 %). Из 474 активных работали 411 человек (238 мужчин и 173 женщины), безработных было 63 (29 мужчин и 34 женщины). Среди 457 неактивных 47 человек были учениками или студентами, 55 — пенсионерами, 355 были неактивными по другим причинам.

## Достопримечательности
- Аббатство Клерво (XII век). Памятник истории с 1981 года[3].

## Фотогалерея

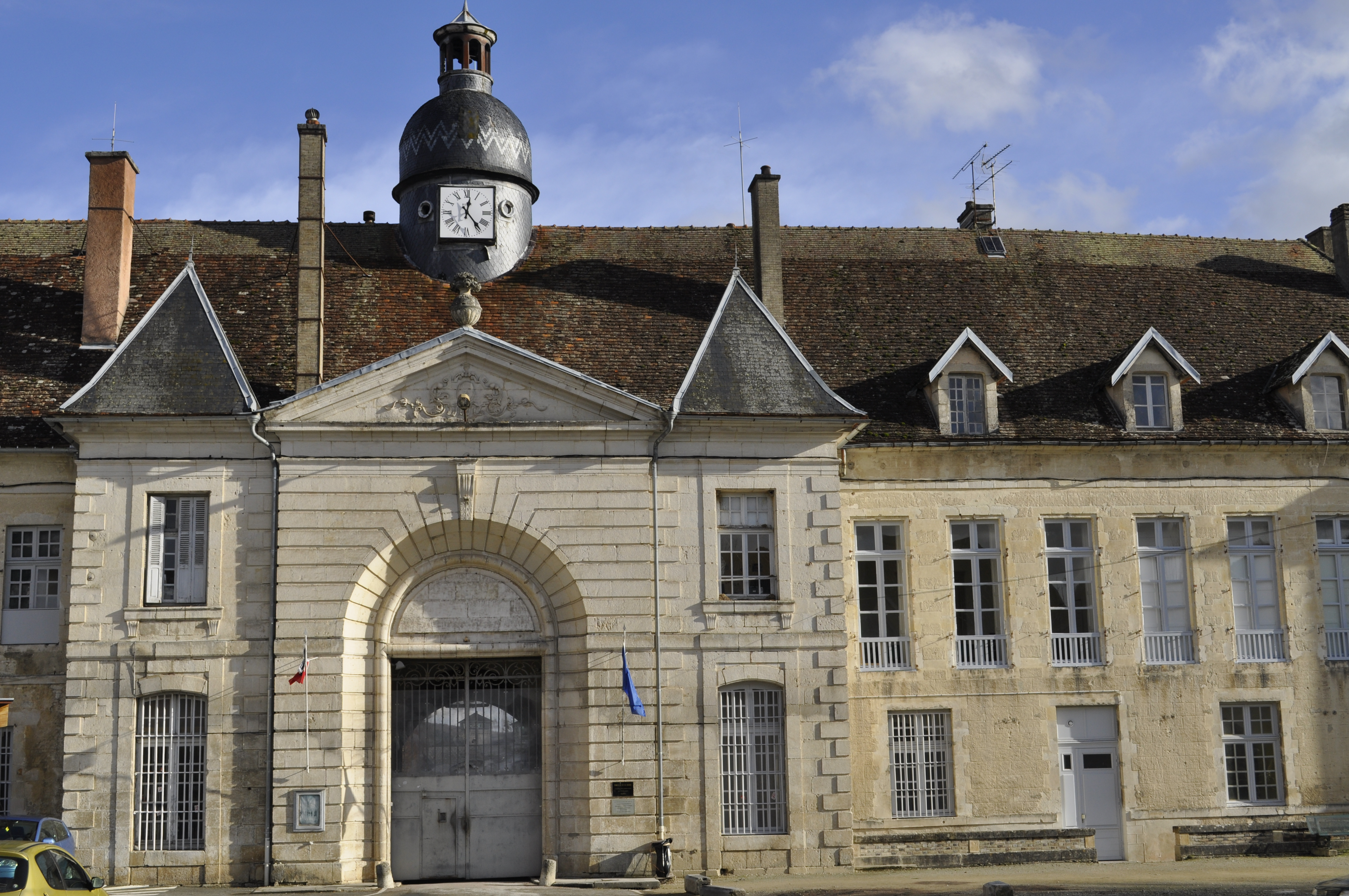
Аббатство Клерво
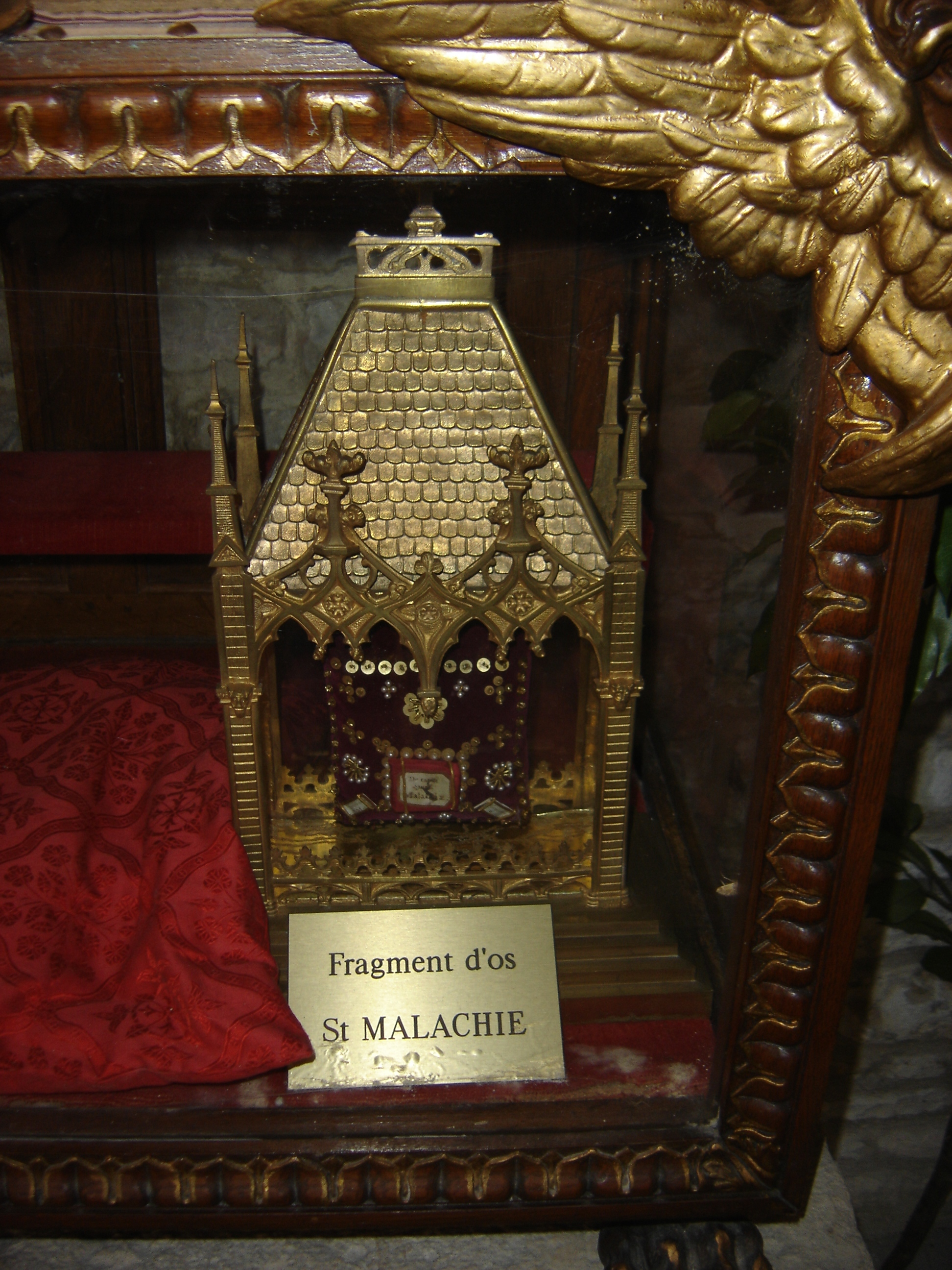
Рака с мощами св. Малахии
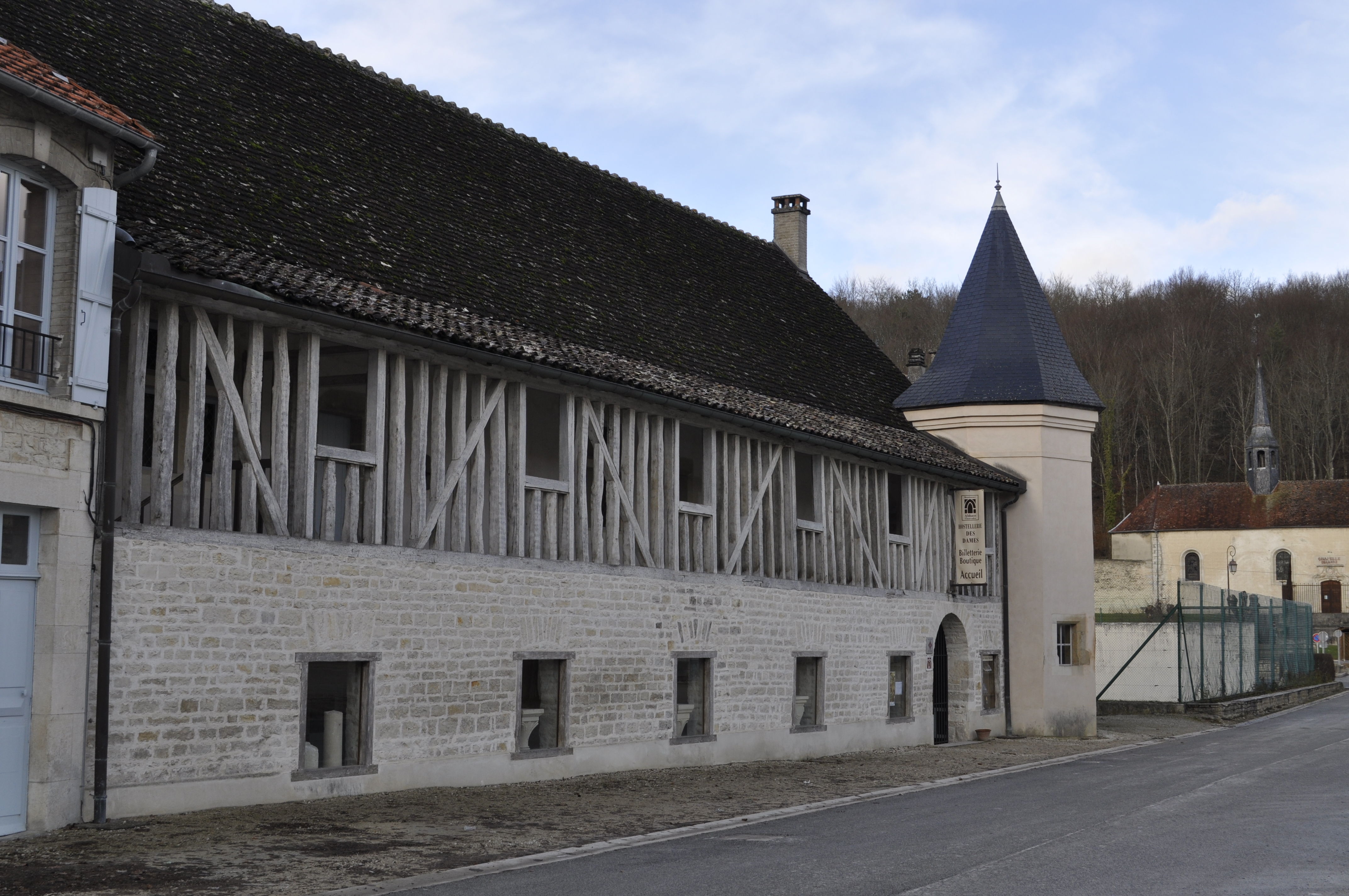
Монастырское здание для приюта гостей